# 饮马峡西站
饮马峡西站是青藏铁路上一的座铁路车站，位于青海省海西州都兰县宗加镇境内。车站于2014年9月10日启用，隶属于中国铁路青藏集团德令哈车务段。车站主要作用为连接青藏铁路与敦格铁路，仅办理列车转线，不对外办理客货运业务。

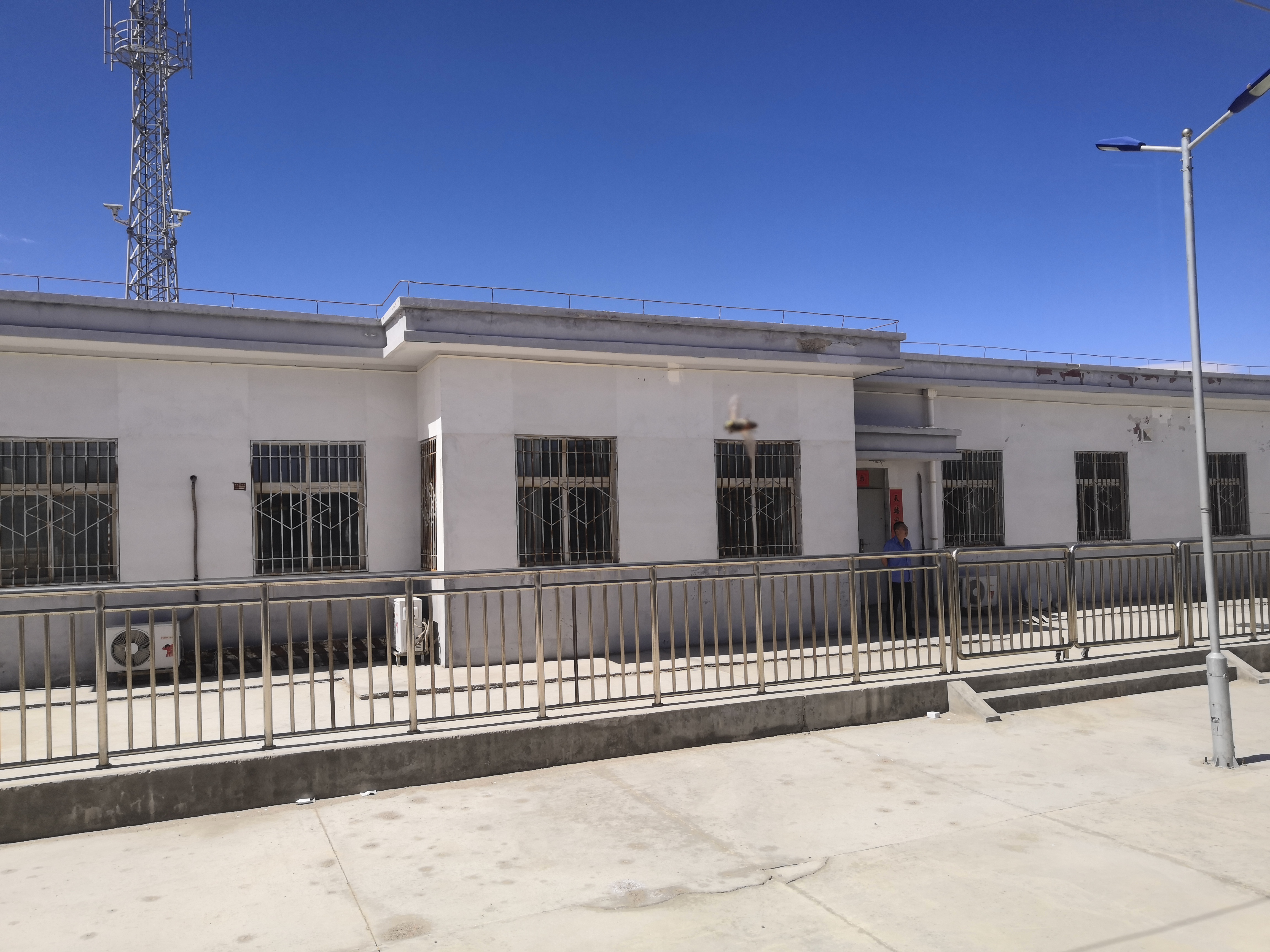
2020年，列车上抓拍的饮马峡西站站房

## 车站概况
车站站场为西北—东南走向，共设3股道（均为正线），连接敦格铁路的饮马峡西联络线自上行咽喉引入。站房设于线右，配有短站台1座，无客货运设施。车站上下行区间及站内均已电气化，青藏铁路上下行均为复线，联络线区间为单线。